# Dorothea Viehmann
Dorothea Viehmann (Rengershausen, Sacre Imperi Romanogermànic, actual Alemanya, 8 de novembre de 1755 – Kassel, 17 de novembre de 1816) va ser una contista alemanya. Les seves històries –més de 40– van ser la font més important per als contes de fades que recollien els Germans Grimm. La majoria de contes que reportà Dorothea Viehmann van ser publicats en el segon volum dels contes de Grimm, Kinder- und Hausmärchen (Contes d'infants i de la llar).

## Vida
Dorothea Viehmann va néixer com a Katharina Dorothea Pierson a Rengershausen, prop de Kassel, filla de l'hostaler Johann Friedrich Isaak Pierson i de la seva dona, Martha Gertrud, nascuda Spangenberg. Els seus avantpassats paterns eren refugiats hugonots que havien fugit de França cap a Hesse-Kassel després de la revocació de l'edicte de Nantes. A més de les narracions de la seva família, Viehmann devia recollir també llegendes i contes de fades dels carreters i camperols que eren hostes de la fonda familiar.
El 1777 Dorothea Pierson es casà amb el sastre Nikolaus Viehmann. De 1787 a 1798 la família visqué a Zwehrn, l'actual barri de Niederzwehren, que avui forma part de la ciutat de Kassel. Després de la mort del seu marit, va haver de proveir-se ella mateixa i per als seus set fills venent els productes del seu hort al mercat local.
Va conèixer els germans Grimm el 1813 i els va explicar més de quaranta contes i variacions. Per mor dels seus avantpassats hugonots, unes quantes de les seves històries es basen en contes de fades francesos. Wilhelm Grimm va escriure que havia estat una fantàstica casualitat que ell i el seu germà haguessin conegut la senyora Viehmann. Van quedar especialment impressionats pel fet que Viehmann pogués explicar les seves històries una vegada i una altra sense canviar ni una sola paraula. Hi ha, però, algunes de les narracions que van quedar incompletes.

## Contes de fades
Una quarantena de contes de fades dels germans Grimm provenen de les rondalles que els explicà Dorothea Viehmann, entre els quals:
- KHM 6: El fidel Joan (Der treue Johannes)
- KHM 9: Els dotze germans (Die zwölf Brüder)
- KHM 29: Els tres pèls del diable (Der Teufel mit den drei goldenen Haaren)
- KHM 34: Elsa, la llesta (Die kluge Else)
- KHM 61: El petit camperol (Das Bürle)
- KHM 63: Les tres plomes (Die drei Federn)
- KHM 71: Sis que van per tot lo món (Sechse kommen durch die ganze Welt)
- KHM 76: El clavell (Die Nelke)
- KHM 89: L'ocatera (Die Gänsemagd)
- KHM 94: La camperola llesta (Die kluge Bauerntochter)
- KHM 98: El doctor Tothosap (Doktor Allwissend)
- KHM 100: El sutjós germà del diable (Des Teufels rußiger Bruder)
- KHM 102: El reietó i l’ós (Der Zaunkönig und der Bär)
- KHM 106: L'aprenent de moliner i la gateta (Der arme Müllersbursch und das Kätzchen)

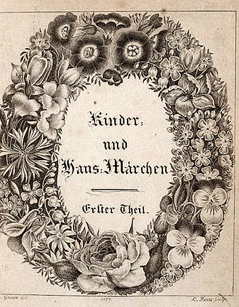
Grimm's Kinder- und Hausmärchen en una edició de 1812

- Grimm's Kinder- und Hausmärchen en una edició de 1812KHM 108: En Joan, Eriçó (Hans mein Igel)
- KHM 111: El mestre caçador (Der gelernte Jäger)
- KHM 115: El sol clar ho il·luminarà (Die klare Sonne bringt's an den Tag)
- KHM 118: Die drei Feldscherer
- KHM 125: El diable i la seva àvia (Der Teufel und seine Großmutter)
- KHM 127: L'estufa de ferro (Der Eisenofen)
- KHM 128: La filadora mandrosa (Die faule Spinnerin)

L'abreviatura "KHM" fa referència al títol original de la col·lecció Kinder- und Hausmärchen (Contes d'infants i de la llar). Els germans Grimm van marcar aquells textos recollits de Dorothea Viehmann amb la nota "aus Zwehrn" ("de Zwehrn", la població on vivia la senyora Viehmann).

## Ubicacions i memorials

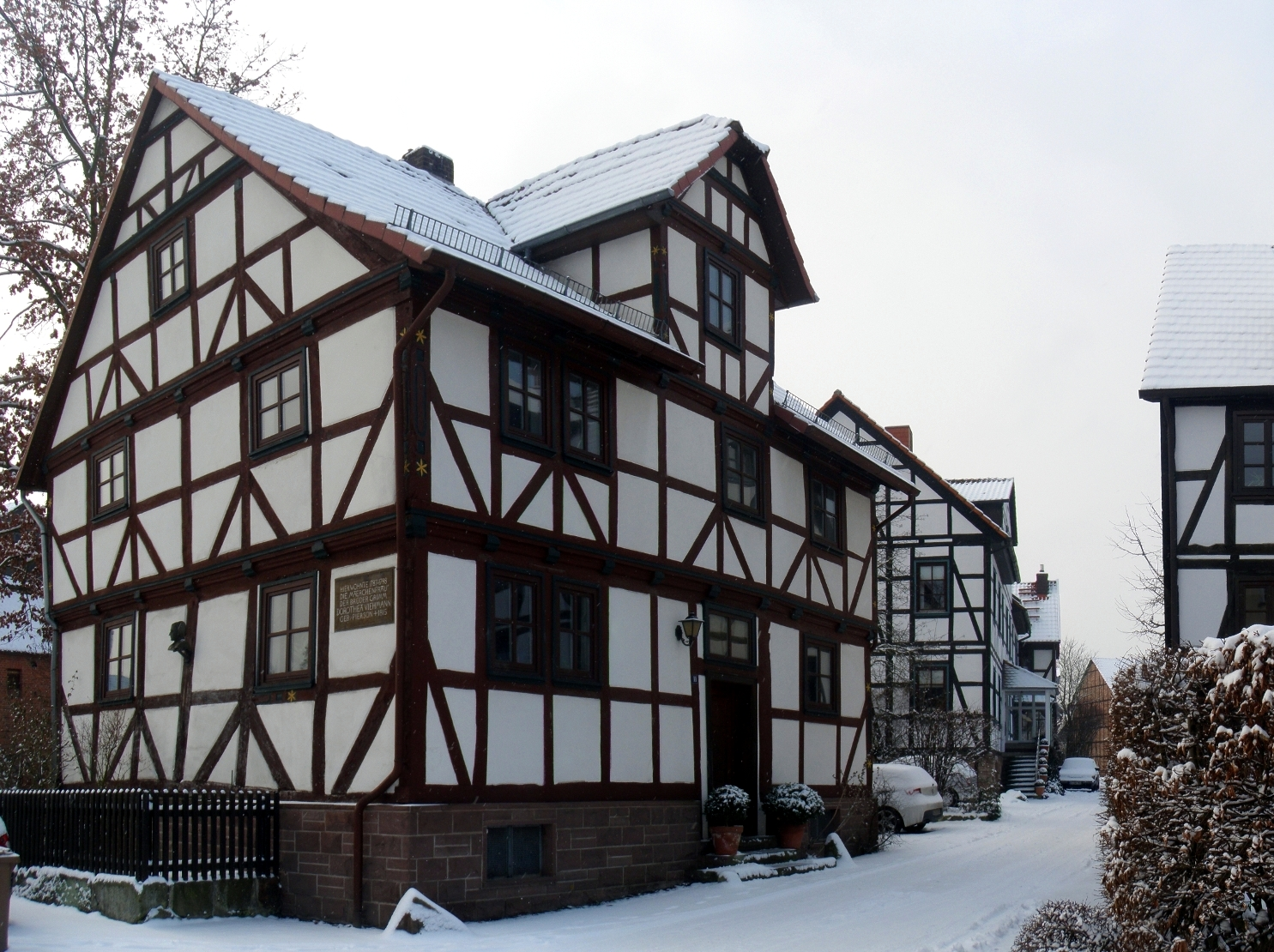
Casa de Dorothea Viehmann a Niederzwehren, on va viure entre 1787 i 1798

La part històrica de Niederzwehren s'anomena de vegades Märchenviertel, Barri dels Contes de Fades, en honor de la famosa narradora. Sengles rètols commemoratius en dues cases amb estructura de fusta indiquen on havia viscut Dorothea Viehmann entre els anys 1787 i 1798 i des de 1798 fins a la seva mort.
Tant l'escola primària del barri com un parc de nova creació porten el nom de la rondallaire.
El 2009, es va instal·lar a prop del barri dels Contes de Fades un memorial de Dorothea Viehmann fet per l'artista Berahna Massoum.